# X-Faktor (negyedik évad)
Az X-Faktor című televíziós énekes tehetségkutató negyedik évadja, amely 2013. szeptember 7-én vette kezdetét az RTL-en. A két műsorvezető Istenes Bence és Lilu lett, miután Ördög Nóra terhessége miatt elhagyta a műsort. A zsűri is megváltozott a negyedik évadra, az első három évad mentorai közül csak Geszti Péter tért vissza a negyedik évadra is, hozzá Tóth Gabi, valamint Alföldi Róbert és Szikora Róbert csatlakozott. Geszti Péter a műsor fináléja után bejelentette, hogy kilép az X-Faktorból.
Az X-Faktor harmadik évadának fináléjában jelentette be Ördög Nóra, hogy 2013-ban elindul a műsor negyedik évada, és a reklámban mutatták be az első felhívást a jelentkezésre.
A műsor első ajánlója 2013. augusztus 11-én jelent meg az RTL honlapján.

## Készítők

### A zsűri és a műsorvezetők
Malek Miklós, az X-Faktor háttérműsorában, a Cool TV-n adott AfterX-ben azt nyilatkozta, hogy „az eredménytől és attól függetlenül, hogy 2013-ban is lesz X-Faktor, befejezem a mentori feladatokat. Ennek az évadnak már úgy vágtam neki, ez lesz az utolsó ilyen szerepköröm az RTL tehetségkutatójában.” Később Keresztes Ildikó, az egyetlen női mentor is bejelentette a Fókusznak, hogy kilép az X-Faktorból. Áprilisban Nagy Feró is kilépett a műsorból. 2013. április 29-én hivatalosan is bejelentették a negyedik széria mentorait: Geszti Péter mellé került a korábban esélyesnek tartott Tóth Gabi, valamint Alföldi Róbert és Szikora Róbert.
2013. május 17-én az RTL bejelentette, hogy a műsort Lilu és Istenes Bence fogják vezetni. A műsorvezető cseréjére Ördög Nóra terhessége miatt volt szükség.

### További alkotók
- Schiwert-Takács László – kreatív főszerkesztő
- Koós György – rendező
- Rákosi Tamás – producer
- Herman Péter – producer

## Műsorok felvételről

### Válogatók
A válogatók 2013. május 25-én zajlottak Budapesten. Az évad újítása, hogy zenekarok is részt vehettek a meghallgatásokon. Az első meghallgatás 2013. szeptember 7-én került adásba.

### A Tábor
A Tábor 2013. szeptember 28–29-én került adásba.
A táborba jutott 150 versenyző produkcióit a tábor első napján a mentorok újra nézték és a válogatón nyújtott teljesítmény alapján 50 versenyzőnek újabb éneklés nélkül el kellett hagynia a tábort. A többi versenyzőt háromfős csoportokba rendezték, ahol egy a producerek által választott dalt adtak elő a zsűrinek. A tábor utolsó napján a megmaradt versenyzők a zsűri és nagyobb közönség előtt léptek fel. Ezután a mentorok kiválasztották a legjobb 24 versenyzőt. Idén azonban a Fiúk kategória, olyan erősnek bizonyult, hogy hét fiú jutott tovább a mentorok házába. Így 25 versenyző jutott tovább. A mentorok megtudták, melyik kategória mentorai lettek. Szikora Róbert a csapatok, Geszti Péter a 25 év felettiek, Alföldi Róbert a lányok, míg Tóth Gabi a fiúk mentora lett.

### Mentorok háza
Az előző évaddal ellentétben a 28 év felettiek kategória ismét a 25 év felettiekévé alakult át. A harmadik évadhoz hasonlóan a mentorok házába most is 25-en kerültek, mivel a zsűri hét fiút juttatott tovább. A mentorok háza 2013. október 5-én és 6-án került adásba.
| Mentor         | Segítő           | Kategória       | Versenyzők      | Versenyzők            | Versenyzők    | Versenyzők         | Versenyzők     | Versenyzők          | Versenyzők    |
| -------------- | ---------------- | --------------- | --------------- | --------------------- | ------------- | ------------------ | -------------- | ------------------- | ------------- |
| Alföldi Róbert | Keresztes Ildikó | Lányok          | Batánovics Lili | Eckert Anikó          | Molnár Melina | Nagy Nóra          | Olajos Eszter  | Péterffy Lili       |               |
| Tóth Gabi      | Tóth Vera        | Fiúk            | Csordás Ákos    | Karapándzsity Kristóf | Nagy Richárd  | Ráduly Botond Manó | Szabó Ádám     | Tóth Marcell        | Horváth Dávid |
| Geszti Péter   | Zséda            | 25 év felettiek | Bátky Zoltán    | Bozsek Márk           | Danics Dóra   | Komondi Lia        | Krasznai Tünde | Nagyváradi Nelli    |               |
| Szikora Róbert | Nagy Feró        | Csapatok        | ByTheWay        | Fat Phoenix           | MDC           | SPEAK UP!          | Sunset Strip   | Wild Rhythm Smokers |               |

### A döntősök
Jelzések:
     – Nyertes
     – Második
     – Harmadik
     – Visszalépett
| Mentor         | Kategória    | Versenyzők      | Versenyzők     | Versenyzők    | Versenyzők |
| -------------- | ------------ | --------------- | -------------- | ------------- | ---------- |
| Alföldi Róbert | Lányok       | Batánovics Lili | Eckert Anikó   | Péterffy Lili |            |
| Tóth Gabi      | Fiúk         | Csordás Ákos    | Szabó Ádám     | Tóth Marci    |            |
| Geszti Péter   | 25 felettiek | Bozsek Márk     | Krasznai Tünde | Danics Dóra   |            |
| Szikora Róbert | Csapatok     | ByTheWay        | MDC            | Fat Phoenix   |            |

## Élő műsorok
Az első élő adás 2013. október 12-én került képernyőre. 2013-ban szombatonként az előadásokat, vasárnaponként pedig az eredményhirdetést követhették figyelemmel a nézők.

2013. november 8-án Bozsek Márk bejelentette, hogy feladja a versenyt mivel azt sem fizikailag sem pedig lelkileg nem bírja. Az RTL Fókusz című műsorában így nyilatkozott döntéséről: „Nem érzem magam elég erősnek ahhoz, hogy végig tudjam csinálni ezt a versenyt. Nem volt fair múlt héten, hogy a ByTheWay és Ákos párbajoztak. Múlt héten nekem kellett volna párbajra mennem.” A magyarországi X-Faktor történetében most először fordult elő, hogy egy előadó feladta a versenyt. Bozsek Márk döntése következtében azonban visszakerült a versenybe az előző héten kiesett csapat, a ByTheWay, akik az ötödik showban már újra felléphettek.

### Összesített eredmények
| – Lányok (Alföldi Róbert)        | – Az előadó továbbjutott                                                      |
| – Fiúk (Tóth Gabi)               | – A két legkevesebb szavazattal rendelkező előadó, akiknek párbajozni kellett |
| – Csapatok (Szikora Róbert)      | – Az előadó kiesett                                                           |
| – 25 év felettiek (Geszti Péter) | – Az előadó feladta a versenyt                                                |

| #               | Előadó          | 1. hét (okt. 12–13.) | 2. hét (okt. 19–20.)       | 3. hét (okt. 26–27.)         | 4. hét (nov. 2–3.)                         | 5. hét (nov. 9–10.)        | 6. hét (nov. 16–17.)       | 7. hét (nov. 23–24.)          | 8. hét (nov. 30–dec. 1.) | 9. hét (dec. 7–8.)           | 10. hét (Finálé)                  | 10. hét (Finálé)                  |
| #               | Előadó          | 1. hét (okt. 12–13.) | 2. hét (okt. 19–20.)       | 3. hét (okt. 26–27.)         | 4. hét (nov. 2–3.)                         | 5. hét (nov. 9–10.)        | 6. hét (nov. 16–17.)       | 7. hét (nov. 23–24.)          | 8. hét (nov. 30–dec. 1.) | 9. hét (dec. 7–8.)           | (dec. 14.)                        | (dec. 15.)                        |
| --------------- | --------------- | -------------------- | -------------------------- | ---------------------------- | ------------------------------------------ | -------------------------- | -------------------------- | ----------------------------- | ------------------------ | ---------------------------- | --------------------------------- | --------------------------------- |
| 1.              | Danics Dóra     | 1. 15,77%            | 1. 12,69%                  | 1. 17,47%                    | 2. 14,44%                                  | 2. 14,93%                  | 3. 17,04%                  | 3. 16,15%                     | 2. 20,70%                | 2. 29,96%                    | 2. 33,44%                         | Győztes 56,34%                    |
| 2.              | ByTheWay        | 6. 7,83%             | 5. 10,11%                  | 5. 9,12%                     | 9. 8,45%                                   | 1. 37,24%                  | 1. 21,27%                  | 1. 24,58%                     | 1. 28,90%                | 1. 33,30%                    | 1. 34,32%                         | 2. helyezett 43,66%               |
| 3.              | Krasznai Tünde  | 4. 9,17%             | 3. 10,91%                  | 6. 9,06%                     | 6. 9,30%                                   | 4. 8,99%                   | 6. 11,19%                  | 2. 22,02%                     | 3. 20,60%                | 3. 20,47%                    | 3. 32,34%                         | 3. helyezett                      |
| 4.              | Csordás Ákos    | 3. 11,69%            | 7. 9,05%                   | 8. 8,15%                     | 8. 8,85%                                   | 3. 11,82%                  | 5. 12,04%                  | 4. 14,53%                     | 5. 10,68%                | 4. 16,27%                    | Kiesett a 9. héten                | Kiesett a 9. héten                |
| 5.              | Szabó Ádám      | 5. 8,57%             | 6. 10,06%                  | 4. 10,81%                    | 7. 9,07%                                   | 7. 6,71%                   | 2. 18,62%                  | 5. 11,96%                     | 4. 19,12%                | Kiesett a 8. héten           | Kiesett a 8. héten                | Kiesett a 8. héten                |
| 6.              | Péterffy Lili   | 10. 4,92%            | 10. 5,43%                  | 7. 8,19%                     | 5. 10,9%                                   | 6. 7,78%                   | 4. 12,27%                  | 6. 10,76%                     | Kiesett a 7. héten       | Kiesett a 7. héten           | Kiesett a 7. héten                | Kiesett a 7. héten                |
| 7.              | Fat Phoenix     | 8. 6,46%             | 2. 11,73%                  | 2. 12,16%                    | 3. 12,91%                                  | 5. 8,18%                   | 7. 7,56%                   | Kiesett a 6. héten            | Kiesett a 6. héten       | Kiesett a 6. héten           | Kiesett a 6. héten                | Kiesett a 6. héten                |
| 8.              | Batánovics Lili | 7. 7,49%             | 8. 7,35%                   | 9. 7,25%                     | 4. 11,26%                                  | 8. 6,36%                   | Kiesett az 5. héten        | Kiesett az 5. héten           | Kiesett az 5. héten      | Kiesett az 5. héten          | Kiesett az 5. héten               | Kiesett az 5. héten               |
| 9.              | Bozsek Márk     | 2. 12,68%            | 4. 10,35%                  | 3. 10,83%                    | 1. 14. 82%                                 | Visszalépett az 5. héten   | Visszalépett az 5. héten   | Visszalépett az 5. héten      | Visszalépett az 5. héten | Visszalépett az 5. héten     | Visszalépett az 5. héten          | Visszalépett az 5. héten          |
| 10.             | Eckert Anikó    | 12. 4,35%            | 9. 7,03%                   | 10. 6,98%                    | Kiesett a 3. héten                         | Kiesett a 3. héten         | Kiesett a 3. héten         | Kiesett a 3. héten            | Kiesett a 3. héten       | Kiesett a 3. héten           | Kiesett a 3. héten                | Kiesett a 3. héten                |
| 11.             | Tóth Marci      | 9. 6,21%             | 11. 5,28%                  | Kiesett a 2. héten           | Kiesett a 2. héten                         | Kiesett a 2. héten         | Kiesett a 2. héten         | Kiesett a 2. héten            | Kiesett a 2. héten       | Kiesett a 2. héten           | Kiesett a 2. héten                | Kiesett a 2. héten                |
| 12.             | MDC             | 11. 4,88%            | Kiesett az 1. héten        | Kiesett az 1. héten          | Kiesett az 1. héten                        | Kiesett az 1. héten        | Kiesett az 1. héten        | Kiesett az 1. héten           | Kiesett az 1. héten      | Kiesett az 1. héten          | Kiesett az 1. héten               | Kiesett az 1. héten               |
|                 |                 |                      |                            |                              |                                            |                            |                            |                               |                          |                              |                                   |                                   |
| Párbajozók      | Párbajozók      | MDC Eckert Anikó     | Tóth Marci Péterffy Lili   | Eckert Anikó Batánovics Lili | ByTheWay Csordás Ákos                      | Batánovics Lili Szabó Ádám | Fat Phoenix Krasznai Tünde | Péterffy Lili Szabó Ádám      | Szabó Ádám Csordás Ákos  | Csordás Ákos Krasznai Tünde  | A zsűri nem szavaz, csak a nézők. | A zsűri nem szavaz, csak a nézők. |
| Zsűri szavazása | Zsűri szavazása | Ki essen ki?         | Ki essen ki?               | Ki essen ki?                 | Ki essen ki?                               | Ki essen ki?               | Ki essen ki?               | Ki essen ki?                  | Ki essen ki?             | Ki essen ki?                 | A zsűri nem szavaz, csak a nézők. | A zsűri nem szavaz, csak a nézők. |
| Alföldi Róbert  | Alföldi Róbert  | MDC                  | Tóth Marci                 | Eckert Anikó                 | ByTheWay                                   | Szabó Ádám                 | Fat Phoenix                | Szabó Ádám                    | Szabó Ádám               | Csordás Ákos                 | A zsűri nem szavaz, csak a nézők. | A zsűri nem szavaz, csak a nézők. |
| Tóth Gabi       | Tóth Gabi       | MDC                  | Péterffy Lili              | Batánovics Lili              | ByTheWay                                   | Batánovics Lili            | Fat Phoenix                | Péterffy Lili                 | Szabó Ádám               | Krasznai Tünde               | A zsűri nem szavaz, csak a nézők. | A zsűri nem szavaz, csak a nézők. |
| Szikora Róbert  | Szikora Róbert  | Eckert Anikó         | Tóth Marci                 | Eckert Anikó                 | Csordás Ákos                               | Batánovics Lili            | Krasznai Tünde             | Szabó Ádám                    | Csordás Ákos             | Krasznai Tünde               | A zsűri nem szavaz, csak a nézők. | A zsűri nem szavaz, csak a nézők. |
| Geszti Péter    | Geszti Péter    | MDC                  | Péterffy Lili              | Eckert Anikó                 | Csordás Ákos                               | Batánovics Lili            | Fat Phoenix                | Péterffy Lili                 | Szabó Ádám               | Csordás Ákos                 | A zsűri nem szavaz, csak a nézők. | A zsűri nem szavaz, csak a nézők. |
| Kieső           | Kieső           | MDC zsűri 3:1        | Tóth Marci zsűri 2:2 nézők | Eckert Anikó zsűri 3:1       | zsűri 2:2 nézők Bozsek Márk (visszalépett) | Batánovics Lili zsűri 3:1  | Fat Phoenix zsűri 3:1      | Péterffy Lili zsűri 2:2 nézők | Szabó Ádám zsűri 3:1     | Csordás Ákos zsűri 2:2 nézők | Krasznai Tünde                    | ByTheWay                          |

### A döntők

#### 1. hét (október 12–13.)
- Téma: Toplistás dalok
- Sztárfellépő: Oláh Gergő (Érted élek)
- Közös produkció: We Own the Night (The Wanted) és Valami más (Polyák Lilla)

| 1.                      | MDC             | Help! (The Beatles)                                                                               | Utolsó kettő |
| 2.                      | Péterffy Lili   | Wrecking Ball (Miley Cyrus)                                                                       | Továbbjutott |
| 3.                      | Tóth Marci      | Don't You Worry Child (Swedish House Mafia)                                                       | Továbbjutott |
| 4.                      | Bozsek Márk     | Can't Hold Us (Macklemore & Ryan Lewis feat. Ray Dalton [Savannah Outen & Jake Coco feldolgozás]) | Továbbjutott |
| 5.                      | Batánovics Lili | Son of a Preacher Man (Dusty Springfield)                                                         | Továbbjutott |
| 6.                      | Szabó Ádám      | Love Me Again (John Newman)                                                                       | Továbbjutott |
| 7.                      | Eckert Anikó    | The Golden Age (The Asteroids Galaxy Tour)                                                        | Utolsó kettő |
| 8.                      | Csordás Ákos    | Superstition (Stevie Wonder)                                                                      | Továbbjutott |
| 9.                      | Fat Phoenix     | Humpin’ Around (Bobby Brown)                                                                      | Továbbjutott |
| 10.                     | Krasznai Tünde  | Crazy (Gnarls Barkley)                                                                            | Továbbjutott |
| 11.                     | ByTheWay        | Blurred Lines (Robin Thicke feat. T.I. & Pharrell)                                                | Továbbjutott |
| 12.                     | Danics Dóra     | The House of the Rising Sun (The Animals)                                                         | Továbbjutott |
| Az utolsó kettő párbaja |                 |                                                                                                   |              |
| 1.                      | MDC             | I Don't Want to Miss a Thing (Aerosmith)                                                          | Kiesett      |
| 2.                      | Eckert Anikó    | Turning Tables (Adele)                                                                            | Továbbjutott |

A zsűri szavazata arról, hogy ki essen ki:
- Alföldi Róbert: MDC
- Tóth Gabi: MDC
- Szikora Róbert: Eckert Anikó
- Geszti Péter: MDC

#### 2. hét (október 19–20.)
- Téma: Világ körüli turné
- Sztárfellépő: Anima Sound System (Wonder)
- Közös produkció: Fire with Fire (Scissor Sisters)

| 1.                      | Tóth Marci      | I Knew You Were Trouble (Taylor Swift)                                         | Utolsó kettő |
| 2.                      | Batánovics Lili | Something's Got a Hold on Me (Etta James [Christina Aguilera feldolgozásában]) | Továbbjutott |
| 3.                      | ByTheWay        | Cup Song (Tökéletes hang [Kurt Schneider remix])                               | Továbbjutott |
| 4.                      | Eckert Anikó    | Black Heart (Stooshe)                                                          | Továbbjutott |
| 5.                      | Bozsek Márk     | The Lazy Song (Bruno Mars)                                                     | Továbbjutott |
| 6.                      | Péterffy Lili   | Monday Morning (Melanie Fiona)                                                 | Utolsó kettő |
| 7.                      | Csordás Ákos    | She's Like the Wind (Patrick Swayze)                                           | Továbbjutott |
| 8.                      | Krasznai Tünde  | Don't Cry for Louie (Vaya Con Dios)                                            | Továbbjutott |
| 9.                      | Fat Phoenix     | Crucified (Army of Lovers)                                                     | Továbbjutott |
| 10.                     | Danics Dóra     | Valerie (Amy Winehouse)                                                        | Továbbjutott |
| 11.                     | Szabó Ádám      | Álomarcú lány (LGT)                                                            | Továbbjutott |
| Az utolsó kettő párbaja |                 |                                                                                |              |
| 1.                      | Tóth Marci      | Here Without You (3 Doors Down)                                                | Kiesett      |
| 2.                      | Péterffy Lili   | Varázsolj a szívemmel (Republic)                                               | Továbbjutott |

A zsűri szavazata arról, hogy ki essen ki:
- Alföldi Róbert: Tóth Marci
- Tóth Gabi: Péterffy Lili
- Szikora Róbert: Tóth Marci
- Geszti Péter: Péterffy Lili

Az eredmény döntetlen lett, a nézői szavazatok alapján Tóth Marci esett ki.

#### 3. hét (október 26–27.)
- Téma: Szenvedélyek viharában
- Sztárfellépő: Bermuda (London), Muri Enikő (Maradj még!)
- Közös produkció: Best Song Ever (One Direction)

| 1.                      | Fat Phoenix     | Can’t Get You out of My Head (Kylie Minogue)                                | Továbbjutott |
| 2.                      | Eckert Anikó    | Back to Black (Amy Winehouse)                                               | Utolsó kettő |
| 3.                      | Csordás Ákos    | Thnks fr th Mmrs (Fall Out Boy)                                             | Továbbjutott |
| 4.                      | Péterffy Lili   | Mikor (Belmondo)                                                            | Továbbjutott |
| 5.                      | Bozsek Márk     | Sex on Fire (Kings of Leon)                                                 | Továbbjutott |
| 6.                      | Batánovics Lili | Unfaithful (Rihanna)                                                        | Utolsó kettő |
| 7.                      | Szabó Ádám      | Sweet Dreams (Are Made of This) (Eurythmics [James Arthur feldolgozásában]) | Továbbjutott |
| 8.                      | Danics Dóra     | Márti dala (Anna and the Barbies)                                           | Továbbjutott |
| 9.                      | ByTheWay        | Africa (Toto [Karl Wolf feldolgozásában])                                   | Továbbjutott |
| 10.                     | Krasznai Tünde  | Blue Jeans (Lana Del Rey)                                                   | Továbbjutott |
| Az utolsó kettő párbaja |                 |                                                                             |              |
| 1.                      | Eckert Anikó    | When You’re Gone (Avril Lavigne)                                            | Kiesett      |
| 2.                      | Batánovics Lili | És mégis (Király Linda)                                                     | Továbbjutott |

A zsűri szavazata arról, hogy ki essen ki:
- Alföldi Róbert: Eckert Anikó
- Tóth Gabi: Batánovics Lili
- Szikora Róbert: Eckert Anikó
- Geszti Péter: Eckert Anikó

A show végén Alföldi Róbert két mentoráltja, Eckert Anikó és Batánovics Lili párbajozott. A zsűri szavazási sorrendjében Tóth Gabi volt az utolsó, bár a másik három mentor döntése alapján már eldőlt, hogy ki esik ki. Bár Tóth Gabi végül Batánovics Lilit küldte volna haza.

#### 4. hét (november 2–3.)
- Téma: Csendesebb, visszafogott dalok
- Sztárfellépő: Animal Cannibals (Minden változik)
- Közös produkció: Perfect Day (Lou Reed), Nincs baj! Tűz van! (Fehér Zoltán)

| 1.                      | Batánovics Lili | Queen of the Night (Whitney Houston)                             | Továbbjutott |
| 2.                      | Csordás Ákos    | Never Tear Us Apart (INXS)                                       | Utolsó kettő |
| 3.                      | ByTheWay        | Radioactive (Imagine Dragons)                                    | Utolsó kettő |
| 4.                      | Krasznai Tünde  | Family Portrait (Pink)                                           | Továbbjutott |
| 5.                      | Szabó Ádám      | Ladies’ Choice (Zac Efron)                                       | Továbbjutott |
| 6.                      | Fat Phoenix     | Éjjel-nappal Budapest (Myon & Shane 54 feat. Tóth Gabi)          | Továbbjutott |
| 7.                      | Danics Dóra     | Piece of My Heart (Erma Franklin [Janis Joplin feldolgozásában]) | Továbbjutott |
| 8.                      | Péterffy Lili   | Je Veux (Zaz)                                                    | Továbbjutott |
| 9.                      | Bozsek Márk     | Féltelek (Color)                                                 | Továbbjutott |
| Az utolsó kettő párbaja |                 |                                                                  |              |
| 1.                      | Csordás Ákos    | Jelenés (Caramel)                                                | Továbbjutott |
| 2.                      | ByTheWay        | Read All About It, Pt. III (Emeli Sandé)                         | Visszatért   |

A zsűri szavazata arról, hogy ki essen ki:
- Alföldi Róbert: ByTheWay
- Tóth Gabi: ByTheWay
- Szikora Róbert: Csordás Ákos
- Geszti Péter: Csordás Ákos

Az eredmény döntetlen lett, a nézői szavazatok alapján a ByTheWay esett ki. 2013. november 9-én az RTL bejelentette, hogy az egy nappal korábban, a versenyt feladó Bozsek Márk helyét, az előző heti kiesett csapat veszi át az X-Faktorban, így a ByTheWay visszatér az ötödik döntőben.

#### 5. hét (november 9–10.)
- Téma: Dívák és szívtiprók
- Sztárfellépő: Sugarloaf, Vastag Csaba (Megküzdök érted)
- Közös produkció: When We Stand Together (Nickelback)

| Sorrend                 | Versenyző(k)                    | Dal (eredeti előadó)                                                                     | Eredmény     |
| ----------------------- | ------------------------------- | ---------------------------------------------------------------------------------------- | ------------ |
| 1.                      | Péterffy Lili                   | Welcome to Burlesque (Cher)                                                              | Továbbjutott |
| 2.                      | Szabó Ádám                      | Szállj velem! (Bereczki Zoltán)                                                          | Utolsó kettő |
| 3.                      | Csordás Ákos                    | Csillag vagy fecske (Kispál és a Borz [Lovasi András és a Csík zenekar feldolgozásában]) | Továbbjutott |
| 4.                      | Batánovics Lili                 | Left Outside Alone (Anastacia)                                                           | Utolsó kettő |
| 5.                      | Fat Phoenix                     | Survivor (Destiny’s Child)                                                               | Továbbjutott |
| 6.                      | Danics Dóra                     | Itt és most (Polyák Lilla)                                                               | Továbbjutott |
| 7.                      | Krasznai Tünde                  | Total Eclipse of the Heart (Bonnie Tyler)                                                | Továbbjutott |
| 8.                      | ByTheWay                        | Locked Out of Heaven (Bruno Mars)                                                        | Továbbjutott |
| Duett                   |                                 |                                                                                          |              |
| 1.                      | Batánovics Lili és Szabó Ádám   | Nobody Wants to Be Lonely (Ricky Martin és Christina Aguilera)                           | N/A          |
| 2.                      | Danics Dóra és Csordás Ákos     | The Lady Is a Tramp (Tony Bennett feat. Lady Gaga)                                       | N/A          |
| 3.                      | Krasznai Tünde és a Fat Phoenix | Summer Wine (Ville Valo és Natalia Avelon)                                               | N/A          |
| 4.                      | Péterffy Lili és a ByTheWay     | Broken Strings (James Morrison feat. Nelly Furtado)                                      | N/A          |
| Az utolsó kettő párbaja |                                 |                                                                                          |              |
| 1.                      | Batánovics Lili                 | I Will Always Love You (Whitney Houston)                                                 | Kiesett      |
| 2.                      | Szabó Ádám                      | Rule the World (Take That)                                                               | Továbbjutott |

A zsűri szavazata arról, hogy ki essen ki:
- Alföldi Róbert: Szabó Ádám
- Tóth Gabi: Batánovics Lili
- Szikora Róbert: Batánovics Lili
- Geszti Péter: Batánovics Lili

#### 6. hét (november 16–17.)
- Téma: Ragyogás, csillogás és szépség
- Sztárfellépő: Roy & Ádám Trió feat. Maszkura (Visszasírom), Csobot Adél (Forog a film)
- Közös produkció: Éld át (Nyári Lányok)

| Sorrend                 | Versenyző      | Dal (eredeti előadó)                                | Eredmény     |
| ----------------------- | -------------- | --------------------------------------------------- | ------------ |
| 1.                      | ByTheWay       | Szabadítsd fel! (Mester Tamás)                      | Továbbjutott |
| 2.                      | Péterffy Lili  | Beauty and a Beat (Justin Bieber feat. Nicki Minaj) | Továbbjutott |
| 3.                      | Csordás Ákos   | Rumour Has It/Someone Like You (Adele)              | Továbbjutott |
| 4.                      | Danics Dóra    | Believe (Cher)                                      | Továbbjutott |
| 5.                      | Fat Phoenix    | Why You Wanna Trip on Me (Michael Jackson)          | Utolsó kettő |
| 6.                      | Krasznai Tünde | Érted mondok imát én (Cserháti Zsuzsa)              | Utolsó kettő |
| 7.                      | Szabó Ádám     | When I Was Your Man (Bruno Mars)                    | Továbbjutott |
| Az utolsó kettő párbaja |                |                                                     |              |
| 1.                      | Fat Phoenix    | Stop! (Sam Brown)                                   | Kiesett      |
| 2.                      | Krasznai Tünde | Úgy fáj (Radics Gigi)                               | Továbbjutott |

A zsűri szavazata arról, hogy ki essen ki:
- Alföldi Róbert: Fat Phoenix
- Tóth Gabi: Fat Phoenix
- Szikora Róbert: Krasznai Tünde
- Geszti Péter: Fat Phoenix

#### 7. hét (november 23–24.)
- Téma: Mentorok éjszakája
- Sztárfellépő: Fábián Juli & Zoohacker
- Közös produkció: Shine (Take That)

| Sorrend                 | Versenyző      | Dal (eredeti előadó)                    | Eredmény     |
| ----------------------- | -------------- | --------------------------------------- | ------------ |
| 1.                      | Danics Dóra    | Look at Me (Geri Halliwell)             | Továbbjutott |
| 9.                      | Danics Dóra    | Nem a miénk az ég (Keresztes Ildikó)    | Továbbjutott |
| 2.                      | Szabó Ádám     | Jöjj még (Tóth Gabi)                    | Utolsó kettő |
| 8.                      | Szabó Ádám     | Dear Darlin’ (Olly Murs)                | Utolsó kettő |
| 3.                      | Péterffy Lili  | Something New (Girls Aloud)             | Utolsó kettő |
| 7.                      | Péterffy Lili  | Hello édes (Jazz+Az)                    | Utolsó kettő |
| 4.                      | ByTheWay       | Torn (Natalie Imbruglia)                | Továbbjutott |
| 12.                     | ByTheWay       | Létezem (R-GO)                          | Továbbjutott |
| 5.                      | Krasznai Tünde | Gyere kislány (Beatrice)                | Továbbjutott |
| 11.                     | Krasznai Tünde | The Silence (Alexandra Burke)           | Továbbjutott |
| 6.                      | Csordás Ákos   | More (Usher)                            | Továbbjutott |
| 10.                     | Csordás Ákos   | A csapból is én folyok (Roy & Ádám)     | Továbbjutott |
| Az utolsó kettő párbaja |                |                                         |              |
| 1.                      | Péterffy Lili  | Everytime We Touch (Cascada)            | Kiesett      |
| 2.                      | Szabó Ádám     | Mindhalálig várni rád (Éliás Gyula Jr.) | Továbbjutott |

A zsűri szavazata arról, hogy ki essen ki:
- Alföldi Róbert: Szabó Ádám
- Tóth Gabi: Péterffy Lili
- Szikora Róbert: Szabó Ádám
- Geszti Péter: Péterffy Lili

Az eredmény döntetlen lett, a nézői szavazatok alapján Péterffy Lili esett ki.

#### 8. hét (november 30–december 1.)
- Téma: Buli himnuszok
- Sztárfellépő: Zsédenyi Adrienn „Zséda” (Hétköznapi Mennyország/Dance), Kocsis Tibor (Új holnap)
- Közös produkció: No Worries (Simon Webbe)

| Sorrend                 | Versenyző      | Dal (eredeti előadó)                                           | Eredmény     |
| ----------------------- | -------------- | -------------------------------------------------------------- | ------------ |
| 1.                      | Csordás Ákos   | Induljon a banzáj! (Bonanza Banzai)                            | Utolsó kettő |
| 6.                      | Csordás Ákos   | Get Lucky (Daft Punk [a Halestorm feldolgozásában])            | Utolsó kettő |
| 2.                      | Danics Dóra    | Firework (Katy Perry)                                          | Továbbjutott |
| 7.                      | Danics Dóra    | Egy elfelejtett dal (Cserháti Zsuzsa)                          | Továbbjutott |
| 3.                      | ByTheWay       | Embertelen dal (Locomotiv GT)                                  | Továbbjutott |
| 8.                      | ByTheWay       | Lady Marmelade (Christina Aguilera, Lil’ Kim, Mýa és Pink)     | Továbbjutott |
| 4.                      | Szabó Ádám     | Personal Jesus (Depeche Mode [Marilyn Manson feldolgozásában]) | Utolsó kettő |
| 10.                     | Szabó Ádám     | Pálinka dal (Magna Cum Laude)                                  | Utolsó kettő |
| 5.                      | Krasznai Tünde | Popzene (Európa Kiadó)                                         | Továbbjutott |
| 9.                      | Krasznai Tünde | Express Yourself (Madonna)                                     | Továbbjutott |
| Az utolsó kettő párbaja |                |                                                                |              |
| 1.                      | Szabó Ádám     | Still Got the Blues (For You) (Gary Moore)                     | Kiesett      |
| 2.                      | Csordás Ákos   | Titkos szobák szerelme (Katona Klári)                          | Továbbjutott |

A zsűri szavazata arról, hogy ki essen ki:
- Alföldi Róbert: Szabó Ádám
- Tóth Gabi: Szabó Ádám
- Szikora Róbert: Csordás Ákos
- Geszti Péter: Szabó Ádám

#### 9. hét (december 7–8.)
- Téma: A mentor kedvenc dala, a versenyző kedvenc dala
- Sztárfellépő: Beatrice (8 óra munka/Azok a boldog szép napok), Hooligans (Mindörökké)
- Közös produkció: Wake Me Up (Avicii feat. Aloe Blacc)

| Sorrend                 | Versenyző                     | Dal (eredeti előadó)                               | Eredmény     |
| ----------------------- | ----------------------------- | -------------------------------------------------- | ------------ |
| 1.                      | Krasznai Tünde                | (I Can't Get No) Satisfaction (The Rolling Stones) | Utolsó kettő |
| 6.                      | Krasznai Tünde                | Örökké tart (Tankcsapda)                           | Utolsó kettő |
| 2.                      | Csordás Ákos                  | Egy elfelejtett szó (Locomotiv GT)                 | Utolsó kettő |
| 5.                      | Csordás Ákos                  | Nothing Else Matters (Metallica)                   | Utolsó kettő |
| 3.                      | Danics Dóra                   | Set Fire to the Rain (Adele)                       | Továbbjutott |
| 8.                      | Danics Dóra                   | Egyszer (Rúzsa Magdi)                              | Továbbjutott |
| 4.                      | ByTheWay                      | Ilyenek voltunk (Ákos)                             | Továbbjutott |
| 7.                      | ByTheWay                      | Bohemian Rhapsody (Queen)                          | Továbbjutott |
| Duett                   |                               |                                                    |              |
| 1.                      | Csordás Ákos és a ByTheWay    | One Way or Another (Teenage Kicks) (One Direction) | N/A          |
| 2.                      | Danics Dóra és Krasznai Tünde | Proud Mary (Tina Turner)                           | N/A          |
| Az utolsó kettő párbaja |                               |                                                    |              |
| 1.                      | Csordás Ákos                  | Nézz az ég felé (Charlie)                          | Kiesett      |
| 2.                      | Krasznai Tünde                | Wild Horses (The Rolling Stones)                   | Továbbjutott |

A zsűri szavazata arról, hogy ki essen ki:
- Alföldi Róbert: Csordás Ákos
- Tóth Gabi: Krasznai Tünde
- Szikora Róbert: Krasznai Tünde
- Geszti Péter: Csordás Ákos

Az eredmény döntetlen lett, a nézői szavazatok alapján Csordás Ákos esett ki.

#### 10. hét – Finálé (december 14–15.)
A Fináléban csak a nézői szavazatok számítanak.

##### Szombat este
- Téma: Válogatón előadott dal, el nem hangzott párbajdal, duett sztárvendéggel
- Sztárfellépő: Első Emelet (A film forog tovább), Kistehén Tánczenekar (Milyen kár)
- Közös produkció: A film forog tovább (Első Emelet)
- Duettek:
  - Krasznai Tünde és Takács Nikolas
  - ByTheWay és Bozsek Márk
  - Danics Dóra és Dés László

| Sorrend | Versenyző      | Dal (eredeti előadó)                                      | Eredmény             |
| ------- | -------------- | --------------------------------------------------------- | -------------------- |
| 1.      | Krasznai Tünde | Empire State of Mind (Part II) Broken Down (Alicia Keys)  | Kiesett 3. helyezett |
| 4.      | Krasznai Tünde | Nothing Compares 2 U (Sinéad O’Connor)                    | Kiesett 3. helyezett |
| 7.      | Krasznai Tünde | Hallelujah (Leonard Cohen), duett partner: Takács Nikolas | Kiesett 3. helyezett |
| 2.      | ByTheWay       | Troublemaker (Olly Murs)                                  | Továbbjutott         |
| 5.      | ByTheWay       | The Winner Takes It All (ABBA)                            | Továbbjutott         |
| 8.      | ByTheWay       | Standing Alone (Bozsek Márk), duett partner: Bozsek Márk  | Továbbjutott         |
| 3.      | Danics Dóra    | Glitter & Gold (Rebecca Ferguson)                         | Továbbjutott         |
| 6.      | Danics Dóra    | Nekem nem szabad (Rúzsa Magdi)                            | Továbbjutott         |
| 9.      | Danics Dóra    | Hóesés (Udvaros Dorottya), duett partner: Dés László      | Továbbjutott         |

##### Vasárnap este
- Téma: Az élő döntők során énekelt dal (egy magyar és egy külföldi), a finalisták duettje, a győztes dala
- Sztárfellépő: Vastag Csaba, Kocsis Tibor és Oláh Gergő (A legszebb játék); Keresztes Ildikó és a Recirquel cirkusztársulat (Adj valamit); Tóth Gabi (Üdvözöl a Való Világ)
- Közös produkció: Az élet vár (MDC), Csak állj mellém! (Rácz Gergő)

| Sorrend | Versenyző                 | Dal (eredeti előadó)                             | Eredmény     |
| ------- | ------------------------- | ------------------------------------------------ | ------------ |
| 1.      | ByTheWay                  | Létezem (R-GO)                                   | 2. helyezett |
| 3.      | ByTheWay                  | Cup Song (Tökéletes hang [Kurt Schneider remix]) | 2. helyezett |
| 6.      | ByTheWay                  | Új út                                            | 2. helyezett |
| 2.      | Danics Dóra               | The House of the Rising Sun (The Animals)        | Győztes      |
| 4.      | Danics Dóra               | Márti dala (Anna and the Barbies)                | Győztes      |
| 7.      | Danics Dóra               | Új út                                            | Győztes      |
| Duett   |                           |                                                  |              |
| 5.      | Danics Dóra és a ByTheWay | Ezt egy életen át kell játszani (Hevesi Tamás)   | N/A          |

A nézői szavazatok alapján a negyedik évadot Danics Dóra nyerte, ezzel ő lett a magyar X-Faktor történetének első női győztese.

## Nézettség
A +4-es adatok a teljes lakosságra, a 18–49-es adatok a célközönségre vonatkoznak.
| Epizód            | Sugárzás             | Teljes lakosság (+4) | Teljes lakosság (+4) | Teljes lakosság (+4) | Célközönség (18–49) | Célközönség (18–49) | Célközönség (18–49) | Forrás |
| Epizód            | Sugárzás             | AMR (fő)             | SHR (%)              | Heti helyezés        | AMR (fő)            | SHR (%)             | Heti helyezés       | Forrás |
| ----------------- | -------------------- | -------------------- | -------------------- | -------------------- | ------------------- | ------------------- | ------------------- | ------ |
| Első válogató     | 2013. szeptember 7.  | 2 047 989            | 46,5                 | 1.                   | 892 412             | 50,9                | 1.                  | [ 15 ] |
| Második válogató  | 2013. szeptember 14. | 2 160 959            | 44,6                 | 1.                   | 948 174             | 49,1                | 1.                  | [ 16 ] |
| Harmadik válogató | 2013. szeptember 21. | 2 245 174            | 47,7                 | 2.                   | 1 013 882           | 53,5                | 2.                  | [ 17 ] |
| Negyedik válogató | 2013. szeptember 22. | 2 390 564            | 46,7                 | 1.                   | 1 142 040           | 51,8                | 1.                  | [ 17 ] |
| Tábor 1.          | 2013. szeptember 28. | 2 085 682            | 43,1                 | 2.                   | 862 168             | 45                  | 2.                  | [ 18 ] |
| Tábor 2.          | 2013. szeptember 29. | 2 236 241            | 44,4                 | 1.                   | 1 082 510           | 49,1                | 1.                  | [ 18 ] |
| Mentorok háza 1.  | 2013. október 5.     | 1 999 743            | 40,8                 | 2.                   | 872 294             | 43,5                | 2.                  | [ 19 ] |
| Mentorok háza 2.  | 2013. október 6.     | 2 051 489            | 39,9                 | 1.                   | 940 113             | 42,8                | 1.                  | [ 19 ] |
| Döntő 1.          | 2013. október 12.    | 1 937 153            | 43,4                 | 2.                   | 825 800             | 45,2                | 2.                  | [ 20 ] |
| A döntés 1.       | 2013. október 13.    | 1 966 097            | 36,7                 | 1.                   | 842 044             | 38,2                | 1.                  | [ 20 ] |
| Döntő 2.          | 2013. október 19.    | 2 014 231            | 42,1                 | 1.                   | 841 854             | 43,2                | 1.                  | [ 21 ] |
| A döntés 2.       | 2013. október 20.    | 1 925 212            | 37,1                 | 2.                   | 798 566             | 37,8                | 2.                  | [ 21 ] |
| Döntő 3.          | 2013. október 26.    | 1 899 717            | 40,2                 | 1.                   | 804 090             | 42,3                | 1.                  | [ 22 ] |
| A döntés 3.       | 2013. október 27.    | 1 705 541            | 33,3                 | 2.                   | 730 902             | 34,4                | 2.                  | [ 22 ] |
| Döntő 4.          | 2013. november 2.    | 1 716 696            | 36,9                 | 2.                   | 630 587             | 33,9                | 2.                  | [ 23 ] |
| A döntés 4.       | 2013. november 3.    | 1 771 498            | 33,3                 | 1.                   | 742 565             | 34,2                | 1.                  | [ 23 ] |
| Döntő 5.          | 2013. november 9.    | 1 735 254            | 38,5                 | 2.                   | 741 834             | 40,1                | 1.                  | [ 24 ] |
| A döntés 5.       | 2013. november 10.   | 1 738 582            | 33,5                 | 1.                   | 700 789             | 32,7                | 2.                  | [ 24 ] |
| Döntő 6.          | 2013. november 16.   | 1 659 607            | 34,3                 | 1.                   | 641 494             | 33,7                | 2.                  | [ 25 ] |
| A döntés 6.       | 2013. november 17.   | 1 649 512            | 31,8                 | 2.                   | 642 265             | 29,9                | 1.                  | [ 25 ] |
| Döntő 7.          | 2013. november 23.   | 1 726 492            | 37,5                 | 2.                   | 653 369             | 35                  | 2.                  | [ 26 ] |
| A döntés 7.       | 2013. november 24.   | 1 787 974            | 33,5                 | 1.                   | 750 517             | 34,8                | 1.                  | [ 26 ] |
| Döntő 8.          | 2013. november 30.   | 1 655 328            | 35,1                 | 2.                   | 611 634             | 33,2                | 2.                  | [ 27 ] |
| A döntés 8.       | 2013. december 1.    | 1 706 037            | 32,3                 | 1.                   | 683 333             | 31,7                | 1.                  | [ 27 ] |
| Döntő 9.          | 2013. december 7.    | 1 608 879            | 34,4                 | 2.                   | 635 733             | 33,2                | 2.                  | [ 28 ] |
| A döntés 9.       | 2013. december 8.    | 1 699 795            | 32,4                 | 1.                   | 669 213             | 31,3                | 1.                  | [ 28 ] |
| Finálé I.         | 2013. december 14.   | 1 807 596            | 39,5                 | 2.                   | 722 040             | 39                  | 2.                  | [ 29 ] |
| Finálé II.        | 2013. december 15.   | 1 852 237            | 37,8                 | 1.                   | 768 814             | 37,9                | 1.                  | [ 29 ] |